# Kisszabadi
Kisszabadi románul: Ohăbița, falu Romániában, a Bánságban, Krassó-Szörény megyében.

## Fekvése
Karánsebestől délnyugatra, Rasicabányától északkeletre fekvő település.

## Története
Kisszabadi, Ohabicza nevét 1433-ban említették először Ohabycza néven. Ekkor Vorcsorovával együtt volt említve.
1439-ben p. Oghabicza, 1440-ben és 1447-ben Ohabycha, 1561-ben Ohabycha, 1808-ban Ohábicz, 1888-ban Ohábicza, 1913-ban Kisszabadi formában említették.
1851-ben Fényes Elek írta a településről:
Ohabicza, Krassó vármegyében, a Szebenik hegy tövében, 217 óhitü lakossal. Birja Manussi család
A trianoni békeszerződés előtt Krassó-Szörény vármegye Resicabányai járásához tartozott.
1910-ben 345 lakosából 336 román volt. Ebből 25 görögkatolikus, 320 görög keleti ortodox volt.

## Források

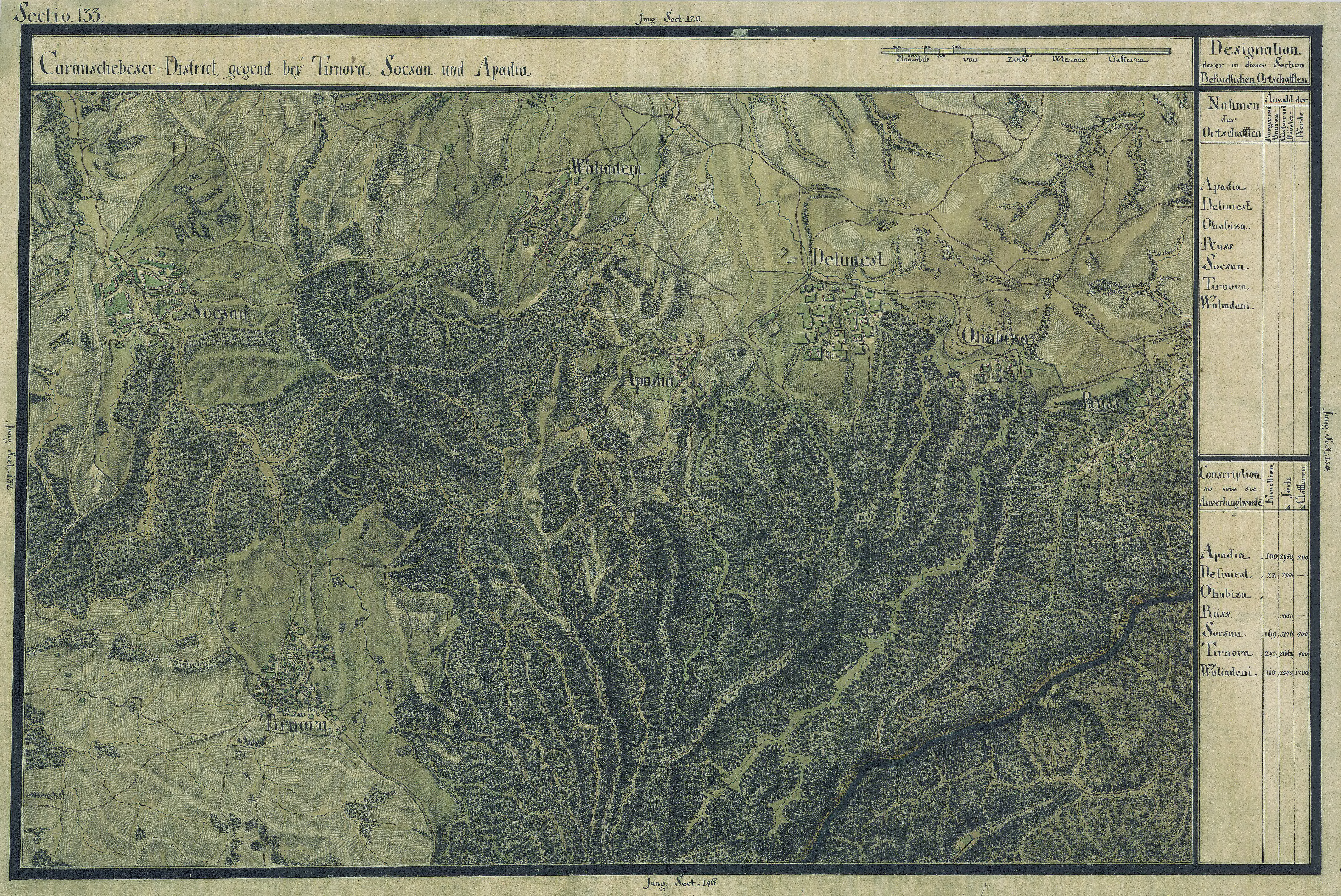
Kisszabadi, Ohăbița egy régi térképen